# Euteloida
Euteloida is een geslacht van vliesvleugeligen uit de familie Pteromalidae. De wetenschappelijke naam van dit geslacht is voor het eerst geldig gepubliceerd in 1993 door Boucek.

## Soorten
Het geslacht Euteloida omvat de volgende soorten:
- Euteloida basalis Burks, 2004
- Euteloida subnigra Boucek, 1993